# Berrwiller
Berrwiller is een gemeente in het Franse departement Haut-Rhin in de regio Grand Est en telde op 1 januari 2022 1.275 inwoners.

## Geschiedenis
In de gemeente werd aan het begin van de 20e eeuw een potasmijn geopend.
De gemeente maakte deel uit van het arrondissement Guebwiller tot dit op 1 januari 2015 werd samengevoegd met het arrondissement Thann tot het arrondissement Thann-Guebwiller. Berrwiller werd echter opgenomen in het arrondissement Mulhouse aangezien op 22 maart van datzelfde jaar bij het opheffen van het kanton Soultz-Haut-Rhin de gemeente werd overgeheveld naar het kanton Wittenheim, dat onder dit arrondissement valt.

## Geografie
De oppervlakte van Berrwiller bedroeg op 1 januari 2022 7,66 vierkante kilometer; de bevolkingsdichtheid was toen 166,4 inwoners per km².

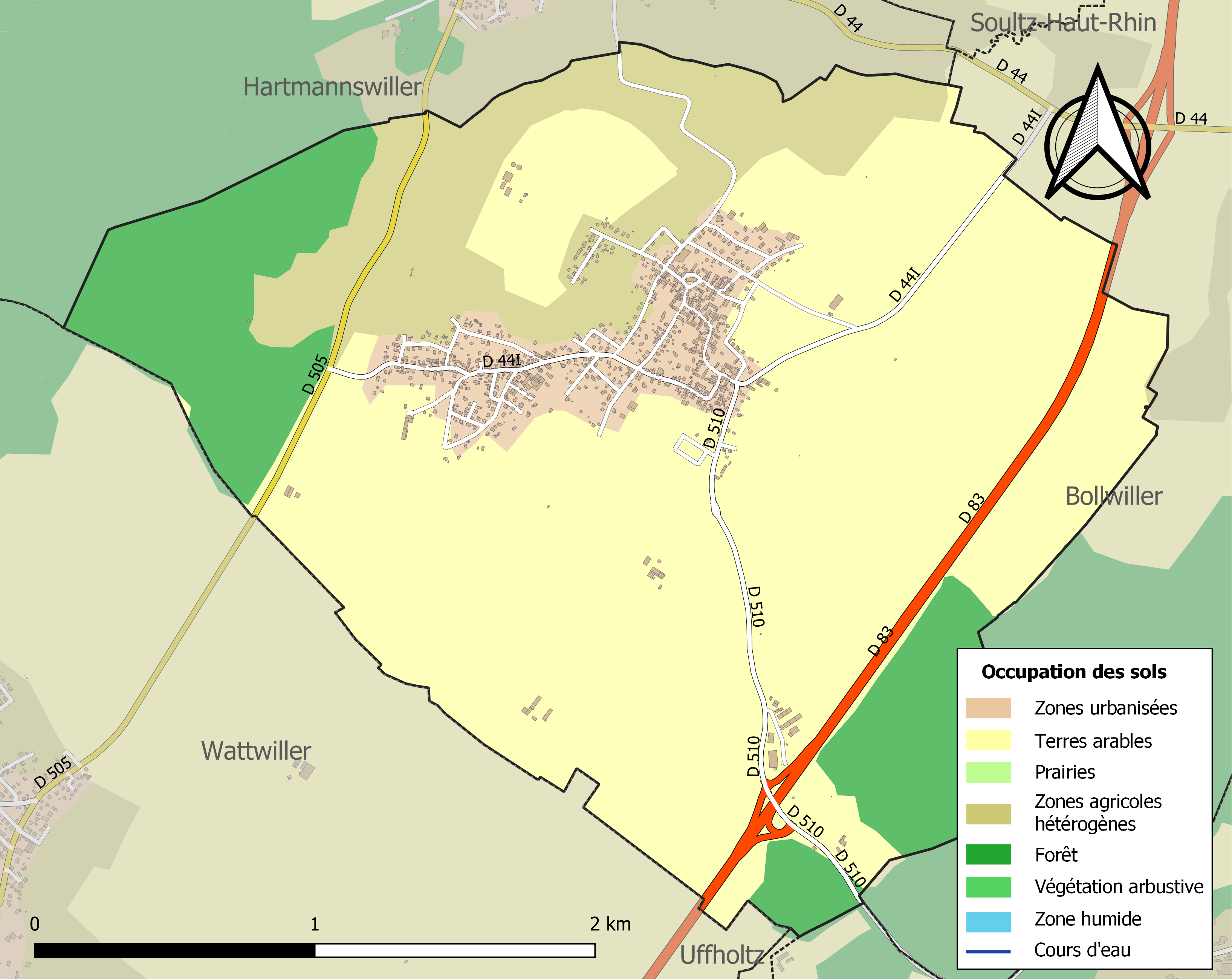
Kaart van de gemeente met de belangrijkste infrastructuur, bodemgebruik en omliggende gemeenten

## Demografie
Onderstaande figuur toont het verloop van het inwonertal (bron: INSEE-tellingen).